# Magdalena Briels

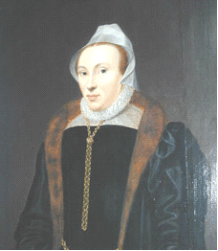
Magdalena de Jonge van Ellemeet-Briels (1617-1685).
Historisch Museum Den Briel (bruikleen Stichting Merula Weeshuis Den Briel)

Magdalena de Jonge van Ellemeet-Briels (Brielle, 29 april 1617 — aldaar, 26 maart 1685) was de stichteres van de Stichting Pieusfonds de Jonge van Ellemeet-Briels.
Magdalena trouwde in 1643 met Jacob de Jonge van Ellemeet en Elkerzee (1610-1650). Ze was de moeder van:
- Johanna de Jonge (1643-1693), trouwde met Mr. Jacob Verheije (1640-1718)
- Cornelis de Jonge van Ellemeet en Elkerzee (1646-1721), trouwde met Maria Oyens (1647-1732)
- Cecilia de Jonge (1648-1686), trouwde met Mr. François van Bredehoff van Oosthuyzen (1648-1721)

Zij stelde in 1681 een codicil op waaruit de Stichting Pieusfonds de Jonge van Ellemeet-Briels is voortgekomen, die vandaag de dag nog bestaat. Uit de opbrengsten van het vermogen van de stichting wordt “onderstand” verleend aan haar nakomelingen, zogenaamde
“deelgerechtigden” wanneer die door “quade fortuyn” worden bezocht.